# Jan van Turnhout
Jan-Jacob van Turnhout, ook Jean Jacques de Turnhout, Jacobs (omstreeks 1545 - na 1618) was een componist uit de Nederlandse School.

## Leven en werk
Jan-Jacob is mogelijk de broer van Gerardus van Turnhout. In 1577 kreeg Jan-Jacob de betrekking van kapelmeester aan de Sint-Romboutskathedraal in Mechelen. Rond 1586
kreeg hij een soortgelijke betrekking (maître de chapelle) bij Alexander Farnese in Brussel die hij tot zijn overlijden zou behouden.
Jan-Jacob gaf Il primo libro de madrigali en Sacrarum cantionum uit. Uit andere bronnen zijn ook twee madrigalen en een vierstemmig lied op Nederlandse tekst van hem bekend. Dat laatste (Gij meijskens die vander comenscap sijt) werd in 1572 gepubliceerd bij de Antwerpse drukker Petrus Phalesius in diens bloemlezing van Nederlandse liederen, het Duijtsch musijck boeck.
- Bibliothèque nationale de France: cb14984727v (data)
- Gemeinsame Normdatei: 122230450
- International Standard Name Identifier: 0000 0000 1230 9030
- MusicBrainz: e4c11aa9-363c-4380-ae12-547ffa0f8436
- Nederlandse Thesaurus van Auteursnamen: 185349692
- Virtual International Authority File: 55023870
- WorldCat: E39PBJpYprr7t6kyBv47mQ6HYP